# Front (revista)
Front é uma revista brasileira voltada à publicação de história em quadrinhos para o público adulto criada pelo quadrinista Kipper. Publicada pela editora Via Lettera, a revista se caracteriza por ser organizada como uma cooperativa de autores, com cada edição possuindo uma linha temática específica, com variados gêneros de quadrinhos presentes. A primeira edição da Front foi a de nº 7, lançada em 2001. Continuou sendo publicada até 2007, em sua edição nº 19 (teve ainda uma edição especial em 2018). Foi premiada no Troféu HQ Mix em 2002, 2003 (ambas nas categorias "Projeto editorial" e "Revista mix"), 2004 (nas categorias "Projeto gráfico" e "Publicação mix") e 2007 (pela quarta vez em "Publicação mix"). Em 2016, foi lançada uma edição especial da revista em homenagem aos 15 anos de sua criação, em uma coedição da Via Lettera com o Instituto HQ.